# Ragıp Başdağ
Ragıp Başdağ (* 9. Juni 1978 in Trabzon) ist ein türkischer ehemaliger Fußballspieler.
Başdağ spielte in seiner Jugend für Trabzonspor. Dort wurde er 1997 in die erste Mannschaft berufen. Er kam in der Saison 1997/98 jedoch nur zu zwei Einsätzen. Trabzonspor beschloss, ihn für ein Jahr zu verleihen, damit er mehr Spielpraxis erhalten sollte, und so ging Başdağ zu Orduspor. Bei Orduspor spielte er als Stammspieler im Mittelfeld. Die nächste Saison wechselte er erneut auf Leihbasis und spielte für Mersin İdman Yurdu. Trabzonspor plante nicht mehr mit Başdağ, weshalb sein Vertrag aufgelöst wurde. Er wechselte hernach ablösefrei zu Akçaabat Sebatspor.
Für Akçaabat spielte Başdağ drei Jahre lang als Stammspieler. Im Juni 2003 wurde er wegen Dopings für sechs Monate gesperrt. Danach wechselte er zu Sakaryaspor und 2005 verpflichtete ihn Kayserispor.
Bei Kayserispor spielte Başdağ seine bis dato erfolgreichste Zeit in einem Verein. Er machte seine ersten Spiele im UI-Cup und UEFA-Pokal. Mit dem Gewinn des türkischen Pokals in der Saison 2007/08 gewann er seinen ersten Titel mit Kayserispor. In der Rückrunde der Saison 08/09 trennte sich Kayserispor von Ragıp Başdağ. Zur Saison 2009/10 wechselte er zu Eskişehirspor. Zur Saison 2010/11 wechselte er zu Denizlispor.
Bereits nach einer Spielzeit bei Denizlispor wechselte er innerhalb der Liga zu Kayseri Erciyesspor. Zum Saisonende erreichte er mit Erciyesspor die Meisterschaft der TFF 1. Lig und damit den direkten Aufstieg in die Süper Lig. Nach diesem Erfolg verließ er im Sommer 2013 Erciyesspor und heuerte bei Ankaraspor an. Mit dem Verein, der sich im Sommer 2014 in Osmanlıspor FK umbenannt hatte, wurde er am Ende der Saison 2014/15 Vizemeister und stieg in die Süper Lig auf.
Für die Saison 2015/16 wurde er an den Zweitligisten Balıkesirspor abgegeben. Nach einer einjährigen Tätigkeit zog er zum Drittligisten Anadolu Selçukspor weiter. Anfang 2018 beendete er seine Karriere.

## Erfolg
Mit Kayserispor
- Türkischer Pokalsieger: 2007/08

Mit Kayseri Erciyesspor
- Meister der TFF 1. Lig und Aufstieg in die Süper Lig: 2012/13

Mit Osmanlıspor FK
- Meister der TFF 1. Lig und Aufstieg in die Süper Lig: 2014/15